# Alfred Buchner
Alfred Buchner (* 12. Juli 1868 in Kitzingen; † 8. Februar 1942 ebenda) war ein deutscher Kaufmann und Kommerzienrat, der als Mundartdichter und Karikaturist bekannt wurde. Buchner schrieb vor allem in der Mundart seines Geburtsortes Kitzingen und des Ochsenfurter Gaues.

## Leben
Alfred Buchner wurde am 12. Juli 1868 in der kreisunmittelbaren Stadt Kitzingen in Unterfranken geboren. Er entstammte einer Weinhändlerfamilie, die jüngere Schwester Berta wurde später unter dem Namen Berta Kaiser eine bekannte Malerin des Impressionismus. Während der Stiefvater die früh sichtbare Begabung des Sohnes für Mundartdichtung zu unterdrücken versuchte, förderte die Mutter die musischen Talente des jungen Alfred. Buchner machte nach der Schule eine Ausbildung zum Kaufmann. Er war daneben Reserve-Offizier im 1. Bayerischen Chevauxleger-Regiment „Kaiser Nikolaus von Rußland“ in Nürnberg.
Erstmals ist Buchners künstlerisches Schaffen während des Ersten Weltkrieges nachweisbar. Damals arbeitete er für die „Liller Kriegszeitung“, die unter dem Namen „Buchners Bayerisches Bilderbüch’l“ Texte und Zeichnungen des Soldaten veröffentlichte. Erfolgreicher wurde nach dem Krieg seine „Unterfränkischen Dialektdichtungen“, die in Schweinfurt herausgegeben wurden. Alfred Buchner wurde im Jahr 1926 zum bayerischen Kommerzienrat ernannt. Alfred Buchner starb am 8. Februar 1942 in seiner Geburtsstadt Kitzingen. In der Stadt wird das Andenken an den Dichter zu Jubiläen regelmäßig in Form von Lesungen gepflegt.

## Werke (Auswahl)
Das Werk Alfred Buchners umfasst mehrere Gedichtbände. Viele der Bände wurden in den 1960er und 1970er Jahren durch Kitzinger Verlage neu herausgegeben und erlebten mehrere Auflagen. Daneben haben sich viele Zeichnungen und Karikaturen von Buchner erhalten, die als Sammlung „Geschwister Buchner“ im heute aufgelösten Kitzinger Stadtmuseum eingelagert sind. Buchner schuf immer wieder auch Post- und Grußkarten, die er mit seinen Zeichnungen verzierte. Einige Werke wurden erst posthum veröffentlicht.
- Unterfränkische Dialektdichtungen. Verlag der Rückert-Buchhandlung, Schweinfurt 1923. Neuauflage: Högner, Kitzingen 1967. 6 Auflagen.
- posthum, mit Karl Schemmrich, Wilhelm Widder: Heimat am Main zwischen Schweinfurt und Kitzingen. Mainfränkisches in Mundart und Schriftsprache. Gerolzhofen 1953.
- posthum: Die Wetterbitten und andere Mundartgedichte aus seinem Nachlass. Mit Beiträgen von Engelbert Bach, Hanns Rupp und Johann Uhl. Högner, Kitzingen 1972.
- posthum: Freudiges und Fränkisches. Högner, Kitzingen 1973.[4]